# (523689) 2014 DL143
(523689) 2014 DL143 est un objet transneptunien faisant partie des cubewanos. 

## Caractéristiques
(523689) 2014 DL143 mesure environ 247 km de diamètre.